# Ángel Valero
Ángel Valero García, född 1927 i Lorquí, Murcia, var kannibalhövding för en stam i Amazonas regnskog. Han utvandrade från Spanien till Argentina i början av 1950-talet. Han försörjde sig på några mindre affärsrörelser och bildade familj och blev senare kannibalhövding. 
Ángel Valero, hans bror Teodoro och hans kusin Antonio var försvunna sedan 1961 i regnskogen i Amazonas nästan sex år, utan att någon visste något om var de höll till.

## Biografi

### Djungelvistelsen
Allt började när Ángel under en lägervistelse med Frente de Juventudes fick hör om Amerika och Spanska imperiet. 1951, när han var tjugo år, gav han sig iväg till den nya kontinenten. I Amerika etablerade han sig i Argentina. Några år studerade han i seminariet ”Nuestra Señora de Luján”, då han varken hade arbete eller medel att försörja sig i Argentina.
Han startade en kryddverksamhet, vilket var den verksamhet som hans familj i Lorquí ägnade sig åt:. Senare 1958 sålde han verksamheten och köpte ett hotell i gruvprovinsen Quiaca.
Vid den tiden var hans bror Teodoro och hans kusin Antonio i Argentina hos honom. De tre började fundera på att hitta guld, och efter två misslyckade försök, blev de 1961 kvar i djungeln. Vilsegångna i djungeln i sitt sökande efter guld och efter många månaders djungelliv, hittade de stammen Kaznutos, en stam kortväxta indianer som levde nakna och var omedvetna om hjulet och metallerna. Med dem upprättade de goda relationer. Bland diverse äventyrligheter hade de förlorat sina hästar. De mötte en indian som talade spanska och flera infödingsdialekter och han förenade sig med de tre äventyrarna. De attackerades många gånger av ursprungsbefolkningen, men försvarade sig framgångsrikt med de skjutvapen de bar.
Kaznutos tog vänligt emot dem. Ángel hade blivit sårad i benet av den pil och fick all omvårdnad. Den gamle hövdingen Mhito betraktade dem som månens barn. Med en knapphändig spanska, som har bevarats som något magiskt, talade hövdingen och medicinmannen med dem. De berättade om en annan av månens barn som levt med stammen, i en tid som Ángel placerar ungefär 380 år tidigare, på Orellanas tid.
Ángel Valero fann tycke hos hövdingen och blev inbjuden som hedersgäst till festen för att fira mottagandet av de tre främlingarna, så olika från de själva. Under festen bjöd hövdingen på några godsaker, som hade en annorlunda smak och textur som de ditills aldrig hade prövat, det var människokött.
Hövdingen betraktade dem som månens barn och utsåg Ángel till sin efterträdare. Några månader senare, när hövdingen hade dött, blev Ángel utsedd till hövding för stammen. Han blev känd som rey blanco de la Luna (den vite kungen från månen). Ganska snart förbjöd Ángel vanan att äta människokött och förbjöd också att offra människor till kajmanerna. Detta ledde till de första konfrontationerna med stammens medicinmän.
Under sin regeringtid hade Ángel 22 hustrur som gav honom 60 barn. Han fick njuta av previlegiet att innan solen gick upp, som extraordinär frukost få mjölk från de kvinnor som ammade sina barn.
Den gamle kungen berättade detaljerat om hur kaznutos levde. De livnärde sig på frukter som fanns i området och på kött från krokodiler, alligatorer och ormar, som de konserverade rökt. Ibland åt de också människokött och offrade människor till krokodilerna. Dessa riter förbjöd den vite kungen och det skapade fiendskap från de stammar som till sist lyckades besegra honom.
Indianerna tuggade koka och gjorde sprit av johannesbröd, ananas och andra frukter. Jäsning uppnåddes genom att kräkas i fruktsaften, som sedan genomgick en destillationsprocess.
Angel Valero bidrog med sina kunskaper genom att bygga en kvarn, och mald spannmål var en viktig pelare i ekonomin, baserad på utbyte av föremål med andra stammar. Han dikterade en rudimentär konstitution, som han beskrev som socialistisk, och utnämnde sin kusin till jordbruksminister, medan hans bror var en "krigsman". Valero lärde sig också konsten att förminska huvuden. Efter att ha tagit bort hjärnmassan utsatte indianerna huvudena för uttorkning med hjälp av heta stenar. Krigarna hängde de krympta huvudena på sig som ett vittnesbörd om deras bedrifter.
De tvingades ge sig av efter att ha besegrats av några grannstammar, som tog avstånd från den vite kungens kristnande av stammen och förbudet att offra människor. Efter sitt nederlag tog den före detta vite kungen, åtföljd av den flerspråkige indianen, sin kusin och sin bror, sex månader på sig för att nå civiliserade länder, där han kunde återförenas med sin fru och sin son 1966, efter nästan fem års bortavaro.

### Boken
Under 1980-talet återvände han till Spanien. Han satte sina upplevelser från 1980-talet på pränt och skrev boken Rey Caníbal Murciano. Boken blev en bestseller i hela Spanien, tack vare det intresse den väckte i den tidens media. Han förklarade att han, efter att ha blivit adopterad, utnämndes till kung, att han alltid har kommit ihåg sitt ursprung och sin familj från Lorquí, i regionen Murcia, och att ”kannibal” kommer från att den stammen brukade inkludera mänskligt kött i sin kost.
Den seden avskaffades av dess speciella "konstitution" som skrevs av Valero, och som även inkluderade jämställdhet mellan män och kvinnor. Han hade då ännu inte bestämt sig för om han skulle stanna i sin hemstad eller återvända till Argentina.

### Senare år
Ana R. Gómez gjorde 2021 ett reportage om Valero, då han var 94 års gammal. Vid en vistelse på Morales Meseguer-sjukhuset berättade han en del av sitt liv för Dr. Carmen Moreno, som med tillstånd av Valero och hans oskiljaktiga barnbarn lämnade vittnesmål inspelade i en enkel video om åren han tillbringade i djungeln, där han lämnade fruar och barn i dussintals. Han berättade om sitt transatlantiska äventyr, det som tog honom i sin ungdom till Sydamerika och Amazonas djungel, där han adopterades av en okänd stam. Ángel Valero var lika förtjust i berömmelse som han var när han berättade om sina upplevelser för Murcia-journalisten Manuel Muñoz, i tidningen El País, redan 1980.
Livet för Ángel Valero och en del av hans familj förblev kvar, på en plats dit han idag själv anser att det är omöjligt att nå. Det var just hans Eldorado ... där fanns faktiskt också över tvåtusen kilo guld kvar.